# Waldemar II Zwycięski
Waldemar II Zwycięski (ur. w 1170, zm. 28 marca 1241 roku) – król Danii w latach 1202–1241.

## Życiorys

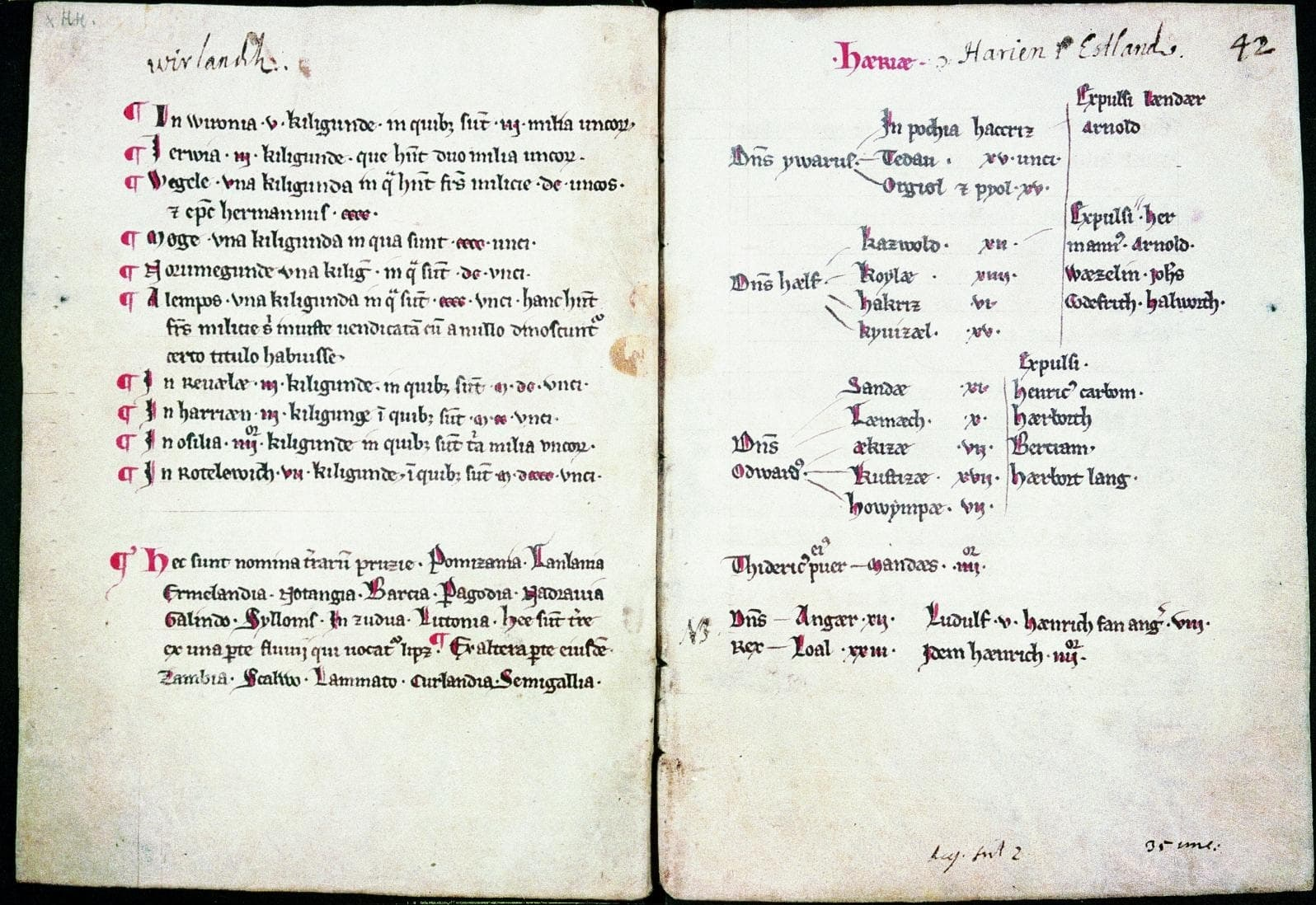
Karty z Liber Census Daniae. Po lewej na dole lista ziem pruskich podporządkowanych Waldemarowi II.

Był synem króla Danii Waldemara I Wielkiego i księżniczki ruskiej Zofii, córki Włodzimierza nowogrodzkiego (istnieje mniejszościowy pogląd, że była córką Wołodara, księcia mińskiego). Brat króla Kanuta VI, swego poprzednika na tronie duńskim. Dwukrotnie żonaty: pierwszą żoną była Dagmar, zwana również Małgorzatą, córka króla Czech Przemysła Ottokara I, drugą żoną była Berengaria, córka króla Portugalii Sanczo I Kolonizatora. Z pierwszego małżeństwa pochodził syn Waldemar III (zm. 1231 w wieku 16 lat), pozostałe dzieci pochodziły z drugiego małżeństwa, byli to królowie Danii Eryk IV, Abel, Krzysztof I i córka Zofia (zm. 1247), która została żoną Jana I margrabiego Brandenburgii z dynastii askańskiej. Waldemar I miał także dwójkę bastardów: Nielsa I (zm. 1218/1219), hrabiego Halland oraz Knuta księcia Estonii, Blekinge i Lolland (zm. 1260).

## Panowanie
W 1210 roku wyprawił się do Prus, po drodze hołd złożył mu książę gdański Mściwoj I. Zwierzchność duńską musiały uznać również niektóre plemiona pruskie. Sambów Waldemar zapewne zmusił do oddania grodu Preghore biskupowi misyjnemu Prus, Chrystianowi. Te sukcesy okazały się jednak nietrwałe. Mściwoj gdański już w 1212 roku uczestniczy w zjeździe z Leszkiem Białym i Konradem mazowieckim. Zapewne wówczas ponownie uznaje zwierzchność Krakowa.
Największym osiągnięciem Waldemara II było podbicie Estonii w roku 1219. Legenda mówi, że podczas bitwy niebo przybrało kolor czerwony i pojawił się na nim biały krzyż. Ten symbol, Dannebrog, do dziś stanowi flagę Danii. Estonia pozostała pod duńską administracją do roku 1346.
W 1223 roku Waldemar wdał się w konflikt z Henrykiem, hrabią Schwerinu, który za nieuszanowanie swoich pretensji spadkowych uwięził go wraz z synem w zamku w Dannenbergu nad Łabą. Cesarz Fryderyk II zaoferował zapłacenie okupu, ale po zawarciu układu w tej sprawie zainterweniował papież Honoriusz III, który zagroził Henrykowi interdyktem. Wtedy cesarz wycofał się i jako mediatora wysłał wielkiego mistrza krzyżackiego Hermanna von Salza. 24 lipca 1224 zawarto za jego pośrednictwem układ, który nie wszedł jednak w życie. Wybuchła wojna, która doprowadziła do nowego, jeszcze mniej korzystnego dla Danii układu, na mocy którego Dania traciła wszystkie podbite ziemie słowiańskie z wyjątkiem Rugii. W 1225 roku Waldemar został uwolniony, jego syn wyszedł z więzienia rok później.
W 1227 roku Waldemar zaatakował północne terytoria Cesarstwa (Starej Rzeszy) z nadzieją odzyskania utraconych ziem, został jednak pokonany w bitwie pod Bornhöved. Porażka ta oznaczała koniec duńskiego panowania nad Bałtykiem. Od tego momentu król skupił się na wewnętrznym wzmacnianiu kraju - stworzył pierwszy duński kodeks prawa (Jyske Lov), ukończony w 1241 roku (zob. Codex Holmiensis).

## Testament Waldemara

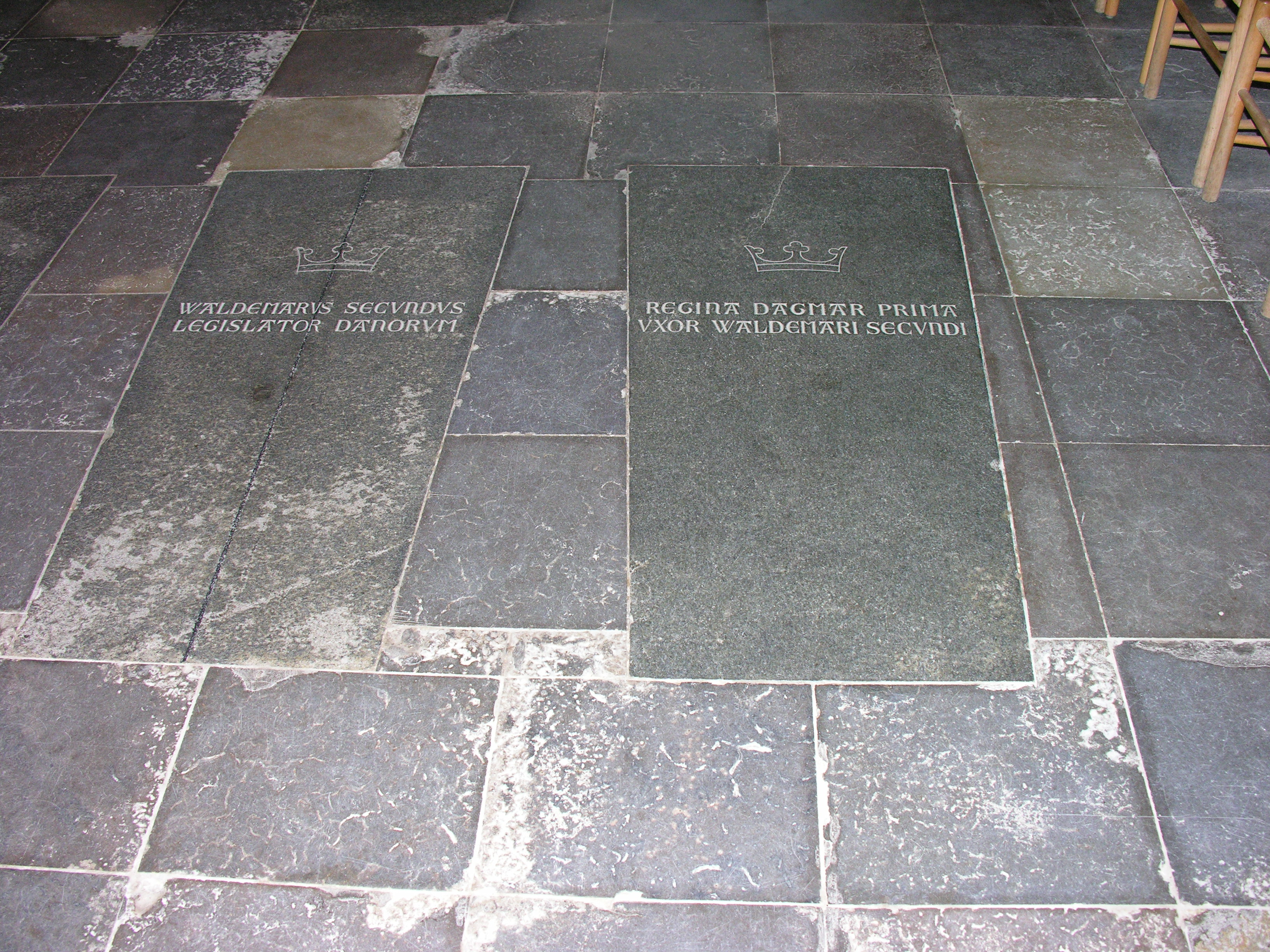
Grób króla Waldemara i jego pierwszej żony Dagmar w kościele w Ringsted

Zgodnie z obowiązującymi wówczas w Europie tendencjami Waldemar podzielił w testamencie państwo między swych synów. Otrzymali on następujące dzielnice:
- Abel – Płw. Jutlandzki i Szlezwik-Holsztyn
- Krzysztof I – Lolland i Falster
- Knut – Blekinge
- Niels II (wnuk, syn Nielsa I) – pn. Halland